# Gamma Mensae
Gamma Mensae (γ Mensae, förkortat Gamma Men, γ Men) som är stjärnans Bayerbeteckning, är en sannolik dubbelstjärna belägen i den mellersta delen av stjärnbilden Taffelberget. Den har en skenbar magnitud på 5,19 och är synlig för blotta ögat där ljusföroreningar ej förekommer. Baserat på parallaxmätning inom Hipparcosuppdraget på ca 31,9 mas, beräknas den befinna sig på ett avstånd på ca 102 ljusår (ca 31 parsek) från solen. På det beräknade avståndet minskas stjärnans skenbara magnitud av en skymningsfaktor på 0,033 enheter på grund av interstellärt stoft.

## Egenskaper
Primärstjärnan Gamma Mensae A är en orange till röd jättestjärna av spektralklass K2 III. Den har en massa som är ungefär lika stor som solens massa, en radie som är ca 5 gånger större än solens och utsänder från dess fotosfär ca 21 gånger mera energi än solen vid en effektiv temperatur av ca 4 500 K. Stjärnan visar höghastighetskinematiska egenskaper karakteristiska för en ljusstark jättestjärna, men har solliknande överskott av de flesta elementen.
Gamma Mensae är en sannolik astrometrisk dubbelstjärna med otydligt definierade följeslagare.